# 黃俊瑯
黃俊瑯（英語：Caspar Wong Chun-long），香港政治人物，新思維副主席，前香港理工大學學生會會長及香港創業家。

## 背景
黃俊瑯早年就讀順德聯誼總會李兆基中學（2003年起入讀），2014年完成香港理工大學社會政策及行政文學士學位。他畢業後加入嘉里物流為訓練生，期後創業，獲前海深港青年夢工場YPA眾創空間選為重點孵化項目。2018年創立G-Rocket國際加速器，於大中華區及全球佈局。現時加速器基地地點包括香港、深圳、廣州、南京等地。社會參與方面，黃俊瑯於擔任學生領袖期間曾參與舉行「323全民投票」及協助撰寫「323全民投票實錄」。2016年1月加入新政黨「新思維」，現為新思維副主席。2016年7月伙拍狄志遠參選立法會選舉出戰九龍西選區。
另外，黃俊瑯於大學期間活躍於社會事務。其為第十九屆香港理工大學學生會會應用社會科學系會會長、第二十屆香港理工大學學生會會長及香港理工大學校董會成員。
於擔任學生領袖期間，2012年曾深度參與由香港大學民意研究計劃「323全民投票」及協助撰寫「323全民投票實錄」；亦組織校內外不同社會運動。2013年擔任學生會長期間曾撰文批計三軍會用地使用率低，倡議開放給理工大學作發展之用。其曾於2012年協助張超雄競選立法會選舉。2016年加入新思維，為創黨秘書長，現為副主席。同年伙拍狄志遠參選九龍西立法會選舉。

## 外部連結
- 黃俊瑯：「堅守」、「自決」和「港獨」之爭正式開始 （页面存档备份，存于）
- 喪父邊青運動場上覺醒 80後謀士推動另類社運 （页面存档备份，存于）
- 區塊鏈和ICO熱潮：香港應如何應對？ （页面存档备份，存于）
- 隔牆有耳：777北上遇理大SU前會長 （页面存档备份，存于）